# 422 Berolina
A 422 Berolina (ideiglenes jelöléssel 1896 DA) a Naprendszer kisbolygóövében található aszteroida. Carl Gustav Witt fedezte fel 1896. október 8-án.